# Barbara von Krüdener
Barbara Juliane von Krüdener (Riga, 22 novembre 1764 – Bilohirs'k, 25 dicembre 1824) è stata una mistica e scrittrice tedesca.

## Biografia
Crebbe in una famiglia agiata, dove poté apprendere il tedesco, il francese e il latino già in tenera età. Suo padre era un industriale e senatore russo appartenente a un'antica famiglia nobile tedesca, mentre sua madre era la figlia del maresciallo Ernst de Munnich. A 18 anni sposò il barone Burchard Alexis Constantin von Krüdener, dal quale ebbe un figlio nel 1784. L'anno successivo la coppia si trasferì a Venezia, dove il barone von Krüdener era stato nominato ambasciatore, poi nel 1786 a Copenaghen, dove Barbara intraprese la carriera teatrale. Avvezza alla vita mondana, nel 1789 si recò a Parigi, dove ebbe modo di conoscere artisti e scienziati, tra cui Jacques-Henri Bernardin de Saint-Pierre, e di leggere i capolavori della letteratura francese. Dopo aver rotto il legame con suo marito, tornò a Riga, dove si prese cura del padre morente.

Seguirono una serie di viaggi, nei quali incontrò talvolta suo marito, e alla fine del secolo si stabilì a Losanna, dove frequentò i salotti letterari assieme agli intellettuali francesi ivi emigrati. Scrisse di lei Madame de Staël:
Dopo la morte del marito, sopraggiunta nel 1802, tornò a Parigi, dove l'anno successivo pubblicò in forma anonima il romanzo Valérie, ispirato alla sua vita, il quale riscosse un gran successo in Francia e in Germania. Il romanzo, scritto in maniera epistolare similmente a I dolori del giovane Werther di Goethe, parla di un figlio che si innamora della moglie del padre adottivo. La critica francese dell'epoca accolse positivamente l'opera, seppur riscontrando alcuni errori tipici di un autore straniero.
Nel 1804 tornò a Riga, dove iniziò a giocare d'azzardo per soldi. Dopo aver assistito alla morte di un uomo che per strada l'aveva salutata, trovò sollievo presso il suo calzolaio, un seguace dei moraviani, ai quali si unì anche lei. Dopo la sua conversione tornò a viaggiare: a Königsberg incontrò la regina Luisa di Meclemburgo-Strelitz, indi incontrò i moraviani di Kleinwelke, Herrnhut e Berthelsdorf, e a Karlsruhe conobbe lo scrittore Johann Heinrich Jung. Agli inizi del 1809 fondò una comunità cristiana nel Württemberg, ma venne arrestata per ordine del re Federico I. Tornata in patria, intraprese diverse corrispondenze incentrate sulla religione con la signorina Cochelet, lettrice della regina d'Olanda Ortensia di Beauharnais, e con la contessa Stolberg-Wernigerode. Dopo una serie di viaggi in Svizzera, nel 1815 si stabilì a Baden-Baden con sua figlia, dove si dedicò alla carità. Fu molto vicina alle posizioni di Alessandro I di Russia e sostenne la sua guerra contro Napoleone, che fin dal 1807 aveva identificato con I'Anticristo.
Nel 1812 ella aveva esaltato Alessandro come l'angelo inviato dal Signore a liberare l'Europa e aveva avviato una corrispondenza con lui, riuscendo a incontrarlo nel giugno 1815. Con lo zar strinse un forte legame tanto che i due pregavano insieme, leggevano la Bibbia e conversavano per diverse ore al giorno. Dopo il matrimonio di sua figlia con Sigismond Frédéric de Berckheim, von Krüdener seguì l'imperatore russo a Parigi, esercitando una grande influenza su di lui, specie sulla fondazione della Santa Alleanza. Dopo il ritorno di Alessandro I in patria, von Krüdener si recò in Svizzera a predicare e a convertire il popolo, ma presto venne espulsa dal paese, essendo considerata una minaccia dalle autorità. Nel 1824 fu colta dalla malattia in Crimea, dove sarebbe morta poco dopo al fianco di sua figlia e di suo genero.